# Jean Molla
Cet article concerne un auteur français. Pour le footballeur français, voir Jean Molla (footballeur).
Jean Molla, né le 28 décembre 1958  à Oujda au Maroc, est un auteur français de livres pour la jeunesse. 

## Biographie
Après avoir fait des études de lettres à Tours et à Poitiers, il continue en tourisme. En 2000, il publie son premier roman, Comptines à dormir debout. Il est professeur de français au collège Pierre-de-Ronsard, dans une zone d'éducation prioritaire à Poitiers. Il a d'abord été apiculteur, puis professeur de guitare classique et guide dans un musée pour finalement devenir professeur de lettres.
Il a écrit de nombreuses nouvelles et de nombreux romans. Il est couronné du Prix des Incorruptibles 2009, catégorie 5e/4e, pour La Revanche de l'ombre rouge.

## Œuvres
- 2000: Copie conforme, coll. Lampe de poche, éd. Grasset Jeunesse ;
- 2001 : L’alphabet farfelu, coécrit et illustré par Marie-Pierre Schneegans, coll. 2/2=4, éd. Grasset Jeunesse ;
- 2001 : Une Surprise pour Grand-père, éd. Lito
- 2001 : Le Duel des sorciers, coll. Cascade, éd. Rageot ;
- 2002 : Coupable idéal, coll. Cascade Policier, éd. Rageot ;
- 2002 : La fille aux semelles de plomb, coll. Lampe de poche, éd. Grasset Jeunesse ;
- 2003 : Mission mystère, illustré par Marie Kyprianou, éd. Lito ;
- 2003 : Cybér@, la sorcière du net, illustré par Claire Delvaux, coll. Moi, j'aime les romans, éd. Lito ;
- 2003 : Djamila, coll. Lampe de poche, éd. Grasset Jeunesse ;
- 2003 : Le chevalier aux trois visages, illustré par Christian Heinrich, coll. Cascade, éd. Rageot ;
- 2003 : Sobibor, coll. Scripto, éd. Gallimard Jeunesse, éd. folio également :
- 2003 : L’attrape-Mondes, illustré par Clément Oubrerie, coll. Hors-Piste, éd. Gallimard Jeunesse ;
- 2003 : Comptines de Noël, illustré par Marie-Pierre Schneegans, coll. Lecteurs en herbe, éd. Grasset Jeunesse ;
- 2004 : Que justice soit faite, coll. Lampe de poche, éd. Grasset Jeunesse ;
- 2004 : Comptine pour chanter l’été, illustré par Marie-Pierre Schneegans, éd. Grasset Jeunesse ;
- 2005 : Felicidad, coll. Scripto, éd. Gallimard Jeunesse ;
- 2005 : Le grand secret de Tim, illustré par Julia Chausson, coll. Lecteurs en herbe, éd. Grasset Jeunesse ;
- 2006 : Le jardin des sortilèges, coll. Rageot romans, éd. Rageot ;
- 2006 : Le sort d’Éternité, T1 de "Les revenants", Hors série, éd. Rageot ;
- 2007 : La tentation de l'ombre, T2 de "Les revenants", Hors série, éd. Rageot ;
- 2007 : La revanche de l'ombre rouge, recueil de nouvelles, éd. Thierry Magnier, Prix des Incorruptibles 2009[1], catégorie 5e/4e +
- 2008 : Le puits des âmes perdues, T3 de "Les revenants", Hors série, éd. Rageot ;
- 2009 : Le parfum du ruban vert, T4 de "Les revenants", Hors série, éd. Rageot ;
- 2010 : Amour en cage, recueil de nouvelles, éd. Thierry Magnier ;